# یوجی میتسویا
یوجی میتسویا (انگلیسی: Yūji Mitsuya; ۱۸ اکتبر ۱۹۵۴ – ) بازیگر، صداپیشه، بازیگر خردسال، و شخصیت‌های تلویزیونی در ژاپن اهل ژاپن بود. وی از سال ۱۹۶۷ میلادی تاکنون مشغول فعالیت بوده‌است.